# Drieblad

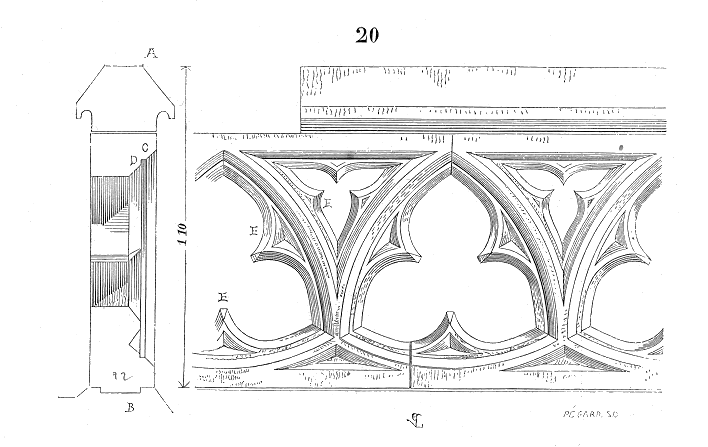
Een balustrade met driebladen

Een drieblad is een bepaalde vorm in maaswerk waarbij drie overlappende cirkels met ieder een spitsbogig einde in een driehoek gelegen zijn en open zijn aan de kant waar ze elkaar raken. Iedere cirkel met spitse punt vormt als het ware een blad. Dat spitsbogige einde is nodig vanwege de opname van het drieblad in een bol gebogen driehoek, omdat er anders driehoekjes aan ruimte overblijft. Ze zijn voornamelijk gebruikt in de gotische traceringen van vensters. Ze worden veelvuldig gebruikt in combinatie met andere sierlijke motieven.
Ze kunnen blind of opengewerkt zijn.
De drie naar binnen wijzende punten worden ieder een toot genoemd.
Een drieblad heeft drie cirkels met een naar buiten wijzende punt. Wanneer de cirkels van een motief ieder rond zijn wordt dat een driepas genoemd. Ook bestaan er motieven met vier bladeren, een vierblad, en vier ronde cirkels, een vierpas.
De boogconstructie waarbij het drieblad is toegepast als basisvorm is de driebladboog.

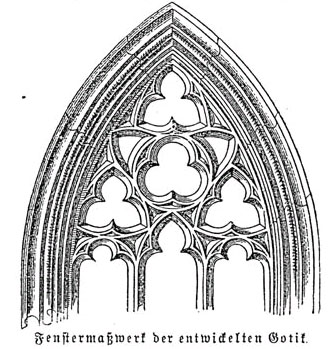
Een driepas in het midden en drie driebladen eromheen, eronder drie drielobben
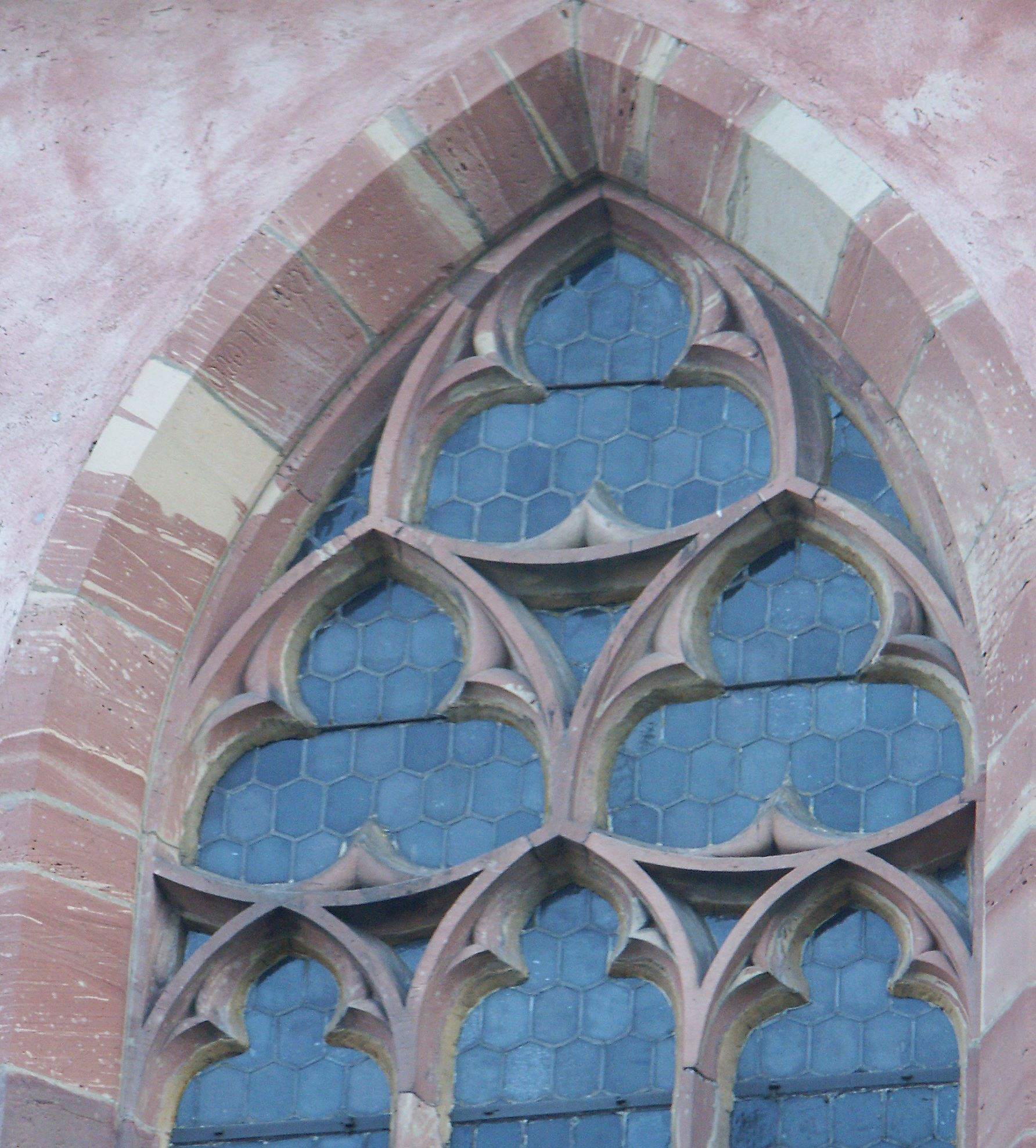
Drie driebladen
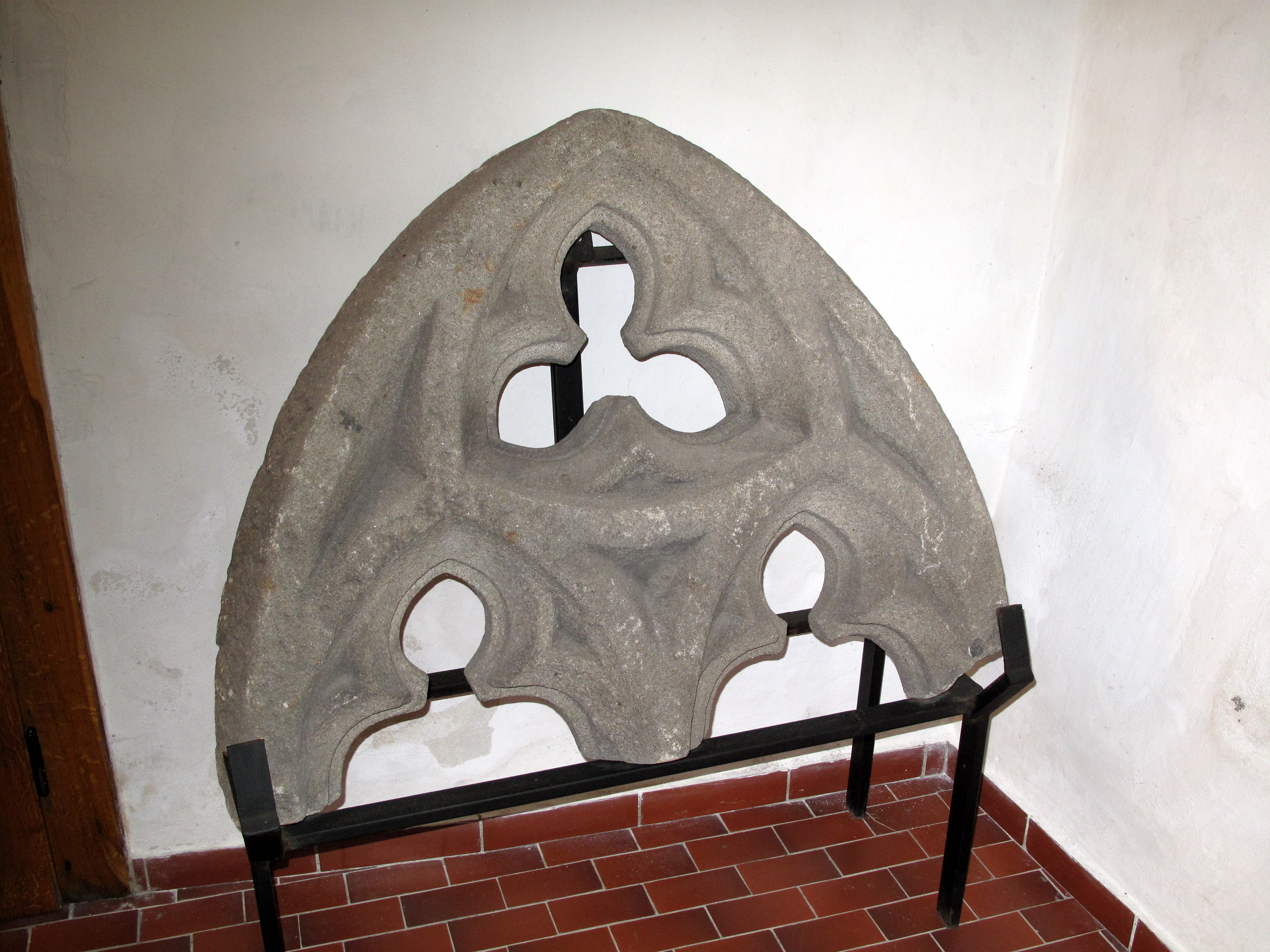
Drieblad in maaswerk
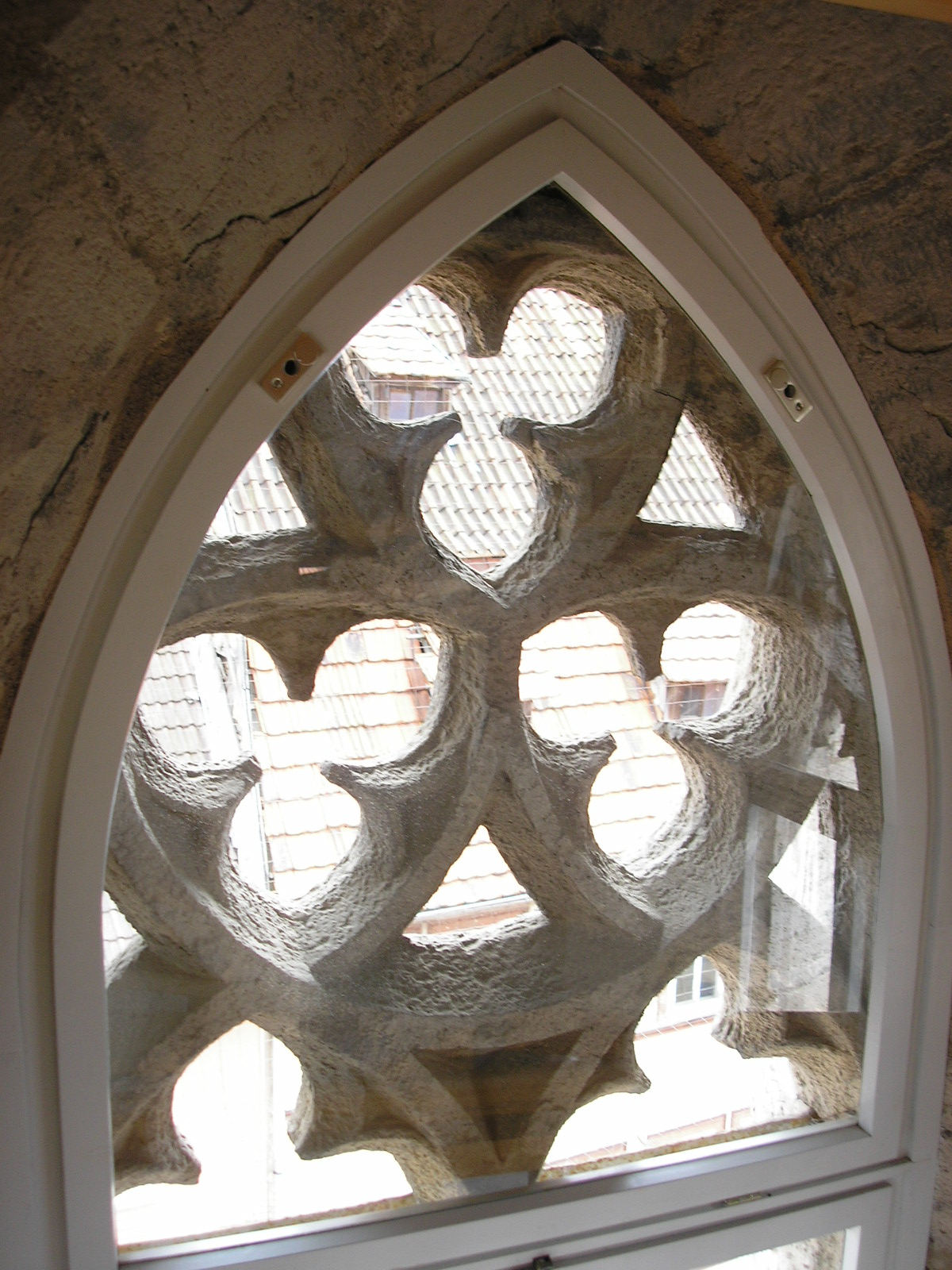
Drie driebladen